# The Time Machine (álbum)
The Time Machine es el tercer disco en solitario del músico e ingeniero de sonido británico Alan Parsons tras la disolución de The Alan Parsons Project. Publicado en 1999, se trata de un álbum conceptual inspirado por la novela homónima escrita por H. G. Wells.
Al igual que su anterior trabajo, On Air, The Time Machine destaca por no estar compuesto por Alan Parsons, a excepción de una breve canción instrumental -«Temporalia»-. La labor compositiva recayó en dos músicos que trabajaron anteriormente con Parsons: Ian Bairnson y Stuart Elliott. En el disco participan notorios cantantes como Tony Hadley (de Spandau Ballet), Colin Blunstone (de The Zombies), Márie Brennan (de Clannad) o Beverley Craven.
Finalmente destaca «Dr. Evil (edit)» una canción que incluye fragmentos de la banda sonora de la película Austin Powers: The Spy Who Shagged Me, dirigida por Jay Roach e interpretada por Mike Myers. En la película se menciona a The Alan Parsons Project como un elemento fundamental de la trama.

## Producción
El tiempo, los viajes en el tiempo y la memoria del pasado ya habían sido sugeridos por Parsons como tema para el segundo álbum de The Alan Parsons Project. Sin embargo Eric Woolfson, su compañero en la formación, favoreció la temática puramente futurista con seres robóticos y reflexionando sobre la inteligencia artificial que cristalizó en I Robot.

"The Time Machine de Alan Parsons en realidad presenta muy poca aportación musical del propio Parsons que produjo y diseñó el álbum. No importa porque este álbum conceptual sobre el paso del tiempo -y los triunfos, errores, remordimientos y recuerdos asociados a el- es el mejor trabajo de Parsons en los años 90".
Bret Adams, sobre The Time Machine en AllMusic 

Parsons retomó la sugerencia temática en The Time Machine y en el disco se muestra no solo en la letra de las composiciones sino, especialmente, en el libreto del disco que muestra varios elementos icónicos sobre los viajes en el tiempo: una cámara fotográfica, el mecanismo de un reloj, una cabina que hace referencia a la nave TARDIS de la serie de televisión Doctor Who, agujeros de gusano, un DMC DeLorean de la serie de películas Regreso Al Futuro o un niño jugando con una reproducción de la nave Enterprise de Star Trek.

"Creo que tuve el empeño para hacer lo mejor en esa época, en los años setenta. Estoy satisfecho. Pero creo que ahora, con las nuevas tecnologías de CD, de DVD, uno puede hacer mejores productos y entregar con mejor calidad trabajos antiguos a las nuevas generaciones".
Alan Parsons, sobre su trayectoria previa (Diario El Universo, 2005) 

Para la canción «Temporalia» se contó con la narración que el Profesor Frank Close incluyó en Equinox - The Rubber Universe, una serie de televisión emitida por Channel 4. El disco, según se acredita en el libreto, se grabó entre enero y junio de 1999 en los estudios Parsonics y Bair (Inglaterra) creándose el máster por Chris Blair en los Abbey Road Studios (Londres).

## Lista de canciones
1. «The Time Machine (Part 1)» – (Stuart Elliott) Instrumental – 4:54
2. «Temporalia» – (Alan Parsons) Instrumental con narración del Profesor Frank Close – 1:00
3. «Out Of The Blue» – (Ian Bairnson) Cantante: Tony Hadley (Spandau Ballet) – 4:54
4. «Call Up» – (Ian Bairnson) Cantante: Neil Lockwood – 5:13
5. «Ignorance Is Bliss» – (Ian Bairnson) Cantante: Colin Blunstone (The Zombies y The Alan Parsons Project) – 6:45
6. «Rubber Universe» – (Ian Bairnson) Instrumental – 3:52
7. «The Call Of The Wild» – (Ian Bairnson) Cantante: Máire Brennan (Clannad) – 5:22
8. «No Future In The Past» – (Stuart Elliott) Cantante: Neil Lockwood – 4:46
9. «Press Rewind» – (Stuart Elliott) Cantante: Graham Dye – 4:20
10. «The Very Last Time» – (Ian Bairnson) Cantante: Beverley Craven – 3:42
11. «Far Ago And Long Away» – (Ian Bairnson) Instrumental – 5:14
12. «The Time Machine (Part 2)» – (Stuart Elliott) Instrumental – 1:47
13. «Beginnings» - Instrumental - 4:31 (canción extra, versión para Japón)
14. «Dr. Evil (edit)» - Cantante: Mike Myers - 3:23 (canción extra)

## Músicos
- Alan Parsons: guitarras acústicas, teclados, órgano, producción e ingeniería de sonido
- Ian Bairnson: guitarra, teclados, mandolina, saxofón y composición
- Stuart Elliott: teclados, programaciones, percusión, programaciones, arreglos orquestales y composición
- Richard Cottle: teclados y teclados adicionales
- Andrew Powell: arreglos y dirección de orquesta
- The Philharmonia Orchestra
- Clio Gould: concertino
- John Giblin: bajo eléctrico
- Robyn Smith: teclados y piano
- Kathryn Tickell: gaitas y tubos de Northumbria
- Julian Sutton: acordeón diatónico
- Claire Orsler: viola
- Jackie Norrie y Julia Singleton: violín
- Tony Hadley: voz (canción 3)
- Neil Lockwood: voz (canciones 4 y 8)
- Colin Blunstone: voz (canción 5)
- Márie Brennan: voz (canción 7)
- Beverley Craven: voz (canción 10)
- Graham Dye: voz (canción 9)
- Chris Rainbow: coros
- Stuart Elliott: coros
- Profesor Frank Close: narración en "Temporalia"